# Pentarthrum huttoni
Pentarthrum huttoni Wollaston, 1854 è un coleottero della famiglia dei Curculionidi.

## Descrizione

### Adulto
È un curculionide di piccola taglia, dal corpo stretto e di forma sub-cilindrica, lungo 2,5–5,0 mm, con una livrea brillante, di colore dal rosso-brunastro al nero, con il pronoto in genere più scuro delle elitre e del rostro.

### Larva
Le larve sono lunghe circa 3,5 mm, presentano una tipica forma a "C" e sono prive di zampe e ricoperte da sottili setole; il capo è dotato di un robusto apparato masticatorio.

## Biologia

### Alimentazione
Sono insetti xilofagi che si nutrono, sia allo stadio larvale che da adulti, a spese dell'alburno e del durame dei tronchi degli alberi. Le larve possiedono enzimi in grado di digerire la cellulosa.

### Riproduzione
Dopo l'accoppiamento la femmina depone le uova in gallerie scavate nel legno o in fenditure del legno stesso, sigillandole con una sostanza collosa prodotta dall'ovopsitore. La schiusa avviene dopo circa 16 giorni. Lo stadio larvale dura 6-8 mesi durante i quali le larve scavano gallerie nel legno, andando incontro a cinque mute. Al termine dello sviluppo, la larva costruisce una camera pupale, che può essere delimitata da ife fungine. Dopo circa 16 giorni di impupamento fuoriesce l'adulto, che attraverso le gallerie fuoriesce all'esterno.

## Distribuzione e habitat
Pentarthrum huttoni è originario dell'Australasia. Fu introdotto in Gran Bretagna nel 1854, verosimilmente in legname proveniente dalla Nuova Zelanda, e successivamente si è naturalizzato in molti paesi europei tra cui Irlanda, Francia, Spagna, Belgio, Paesi Bassi, Danimarca, Austria e Italia.